# Cras (Lot)
Cras település Franciaországban, Lot megyében. Lakosainak száma 99 fő (2022. január 1.). Cras Cabrerets, Lauzès, Nadillac, Bellefont-La Rauze és Les Pechs-du-Vers községekkel határos.

## Népesség
A település népességének változása:
| Lakosok száma | 93   | 70   | 62   | 87   | 95   | 97   | 103  | 102  | 102  | 99   |
|               | 1968 | 1982 | 1990 | 2006 | 2013 | 2015 | 2017 | 2019 | 2020 | 2022 |